# Björn Afzelius : Tusen bitar
Björn Afzelius : Tusen bitar er en dokumentarfilm om Björn Afzelius, indspillet i 2014. Til denne film indspillede Laleh en ny version af Afzelius' hit Tusen bitar som det gennemgående musikalske motiv.
Medvirkende er bl.a.:Björn Afzelius, Mikael Wiehe og Marianne Lindberg De Geer. Instruktion: Stefan Berg og Magnus Gertten. Filmen havde premiere i Danmark den 5. februar 2015.

## Handling
Handlingen starter i 2013, hvor Marianne Lindberg De Geer er ved at producere et teaterstykke, Johnny Boy, som er baseret på Björn Afzelius’ liv. Hun er mor til en af hans to døtre og den kvinde, han flere gange forlader og vender tilbage til. Efter mange års stormfuldt parforhold, slog hun til sidst op, fordi Afzelius havde en kæreste i næsten hver eneste by, hvor han spillede. Mikael Wiehe, som lærte ham at kende i 1970 og medlemmer af hans forskellige Bands er med til at fortælle Afzelius’ historie. Som illustration til fortællingen er der både en række klip fra koncertoptagelser og fra private videofilm. Afzelius fremstilles som en sky og meget søgende personlighed, der ”rejste ind i sig selv”, når journalister forsøgte at udfritte ham om privatlivet.
"Snart reser jag ind i mej själv", synger Björn Afzelius i sangen ’’Två ljus’’.
De Geer fremhæver i filmen, at denne og andre sange om menneskelige relationer, er nøglen til at forstå den udadtil tilbageholdende musiker. Vennen Mikael Wiehe er enig heri og siger, at Björn sjældent udtalte sig om sine private forhold og inderste følelser, men at det efterhånden gik op for ham, at mange af sangene er selvbiografiske. ’’Exil’’, der handler om et barn, som er blevet svigtet af sin mor gennem opvæksten, er således en hentydning til hans egen mor.
”Afzelius kaldte sig selv ’bondeknold’ og voksede op på landet med en far, der ikke rigtig var hjemme, og en mor, der halvdelen af tiden knyttede ham tæt til sig og resten af tiden viste ham foragt. Hendes selvmord i Björn Afzelius’ ungdom syntes han aldrig at komme sig over.”
Den anden side af Afzelius’ personlighed var mere kendt i offentligheden. Med en noget kølig udstråling og politisk indignation engagerede han sig på venstrefløjen i Sverige. Det politiske engagement kom til udtryk ved støttearrangementer og velgørenhedskoncerter. Latinamerika havde hans særlige bevågenhed og Afzelius skrev en lovsang til Cuba – "Tankar i Havanna" – under sit første besøg i dette land, og besøgte senere Nicaraguas socialistiske sandinistparti, som han også støttede økonomisk.
Mikael Wiehe og Afzelius var i 5 år de to sangere i Hoola Bandoola Band, men da Wiehe havde rollen som orkesterleder, følte Afzelius sig underlegen og forlod Bandet. De forblev dog venner og genoptog senere det musikalske samarbejde, som Wiehe fortæller om i dokumentaren.
Mange år senere sagde Afzelius til Wiehe: ”Det kan godt være, at det bliver dig, de vil skrive bøger om. Men det er mig, der tiltrækker det største publikum”. Også efter at de havde genoptaget det musikalske samarbejde fik Wiehe anmeldernes roser, mens Afzelius blev bebrejdet sine ”poppede” sange, der til gengæld havde et langt bredere publikum end andre venstrefløjsmusikere.
Når Afzelius havde brug for ro fra de mange turneer, tog han til Ligurien, ofte i selskab med sine to døtre, fordi han havde dårlig samvittighed over ikke at kunne holde sin familie samlet.
Dokumentaren viser samlet et billede af en person, der var splittet mellem sit politiske engagement, sin musikalske karriere og sit behov for privatlivets fred.
”I filmen bliver det sagt af hans nære italienske ven, at Afzelius følte sig hjemme i Ligurien. Måske var det af alle steder der, han slap for at tage så meget stilling til sig selv og især til andres opfattelse af ham.”

## Anmeldelser
Filmen fik en blandet modtagelse med 5 af 6 stjerner/hjerter i Information, BT, og Politiken, mens flere andre medier nøjedes med 2-3 stjerner. Den mest nuancerede anmeldelse var formentlig i Gaffa, som påpegede, at filmen ud fra et rent kunstnerisk synspunkt havde mange skønhedsfejl, men at portrættet af Afzelius' liv var så rørende, at anmelderen kneb en tåre flere gange undervejs.